# Флат Рок (Илиноис)
Флат Рок (енгл. Flat Rock) град је у америчкој савезној држави Илиноис.

## Демографија
По попису из 2010. године број становника је 331, што је 84 (-20,2%) становника мање него 2000. године.
| Група             | 2000.       | 2010.       |
| Белци             | 401 (96,6%) | 328 (99,1%) |
| Афроамериканци    | 8 (1,9%)    | 2 (0,6%)    |
| Азијати           | 3 (0,7%)    | 0 (0,0%)    |
| Хиспаноамериканци | 0 (0,0%)    | 0 (0,0%)    |
| Укупно            | 415         | 331         |